# Pitsburg
Pitsburg ist ein Village im Darke County, Ohio, Vereinigte Staaten. Bei der Volkszählung 2000 hatte Pitsburg 392 Einwohner.

## Lage
Pitsburg liegt im westlichen Teil des Staates Ohio, 170 km nördlich von Cincinnati und 250 km westlich von Columbus, der Hauptstadt Ohios. Die nächstgelegene große Stadt ist Dayton, rund 35 Kilometer südöstlich von Pitsburg.
Pitsburg ist im Norden des Monroe Townships gelegen. Dieses befindet sich ganz im Südosten des Countys. Der Verwaltungssitz des Countys ist Greenville. Über die Ohio State Route 49, die an Pitsburg vorbeiführt, erreicht man den County Seat direkt nach rund 16 Kilometern in Richtung Nordwesten.
Durch Pitsburg führte in der zweiten Hälfte des 19. Jahrhunderts die Indiana, Bloomington and Western Railway, die später in die Cleveland, Cincinnati, Chicago and St. Louis Railway integriert wurde.

## Bevölkerung
Die 392 Einwohner von Pitsburg lebten in 135 Haushalten. 98 % der Bevölkerung waren Weiße. Diese leben auf einer Landfläche von 0,5 km² (0,2 square miles).
Im Jahr 2007 betrug das Durchschnittseinkommen 61.777 $ pro Haushalt.

## Bildung
Pitsburg beherbergt in der Oakes Road die Franklin Monroe Middle School und die Franklin Monroe High School. Die Franklin Monroe Elementary School liegt im benachbarten Arcanum.